# Bogtrailer
En bogtrailer (en. booktrailer eller book trailer) er en videoreklame for en bog, lidt ligesom filmtrailere. En bogtrailer er henvendt til forskelligt publikum. Bogtraileren er ment som en appetitvækker for at vække interessen for at læse en bestemt bog, eller den kan bruges som en slags boganmeldelse. For at gøre bogtraileren spændende indsættes nogle gange videoklip, f.eks. med interview af forfatteren eller et kort resume af bogen. Derudover bruges der ofte musik, voice over, billeder og tekst. 
En bogtrailers fornemste formål er at få overtalt modtageren til at læse bogen. Den er et eksempel på en audio-visuel boganmeldelse, en digital udgave af den ellers velkendte boganmeldelse. Forfattere og forlag laver også bogtrailere for at reklamere for deres bøger. 